# Alisotrichia cyanolenus
Alisotrichia cyanolenus är en nattsländeart som beskrevs av Oliver S. Flint Jr. 1996. Alisotrichia cyanolenus ingår i släktet Alisotrichia och familjen smånattsländor. Inga underarter finns listade i Catalogue of Life.